# John Vrieze
John Vrieze (1950 - Amsterdam, 16 november 2009) was een Nederlands museumdirecteur en auteur van een aantal boeken over de kunst. De moderne kunst van de Cobra-beweging sprak hem bijzonder aan.
Vrieze groeide op in Canada en studeerde daar aan het conservatorium van Toronto. Vervolgens studeerde hij in Amsterdam kunstgeschiedenis.
Vrieze was onder meer organisator van tentoonstellingen in het Exposorium van de Vrije Universiteit, medeoprichter en coördinator van de Stichting De Beurs van Berlage en hoofd tentoonstellingen van de Stichting De Nieuwe Kerk in Amsterdam. Daarnaast bekleedde hij vele bestuursfuncties van diverse kunstcommissies.
In zijn laatste functie was Vrieze ruim zes jaar directeur van het Cobra Museum voor Moderne Kunst in Amstelveen. Voor dat museum organiseerde hij vele tentoonstellingen met hedendaagse kunst. In september 2009 nog werd hij -voor zijn grote verdiensten voor de beeldende kunst in Nederland- benoemd tot Officier in de Orde van Oranje Nassau.
Vrieze overleed op 59-jarige leeftijd aan een ongeneeslijke ziekte, waar hij al geruime tijd aan leed.